# Adela Raz
 (juillet 2022).
Pour les articles homonymes, voir Raz.
Adela Raz, née en 1986, est une femme politique afghane, qui est la dernière ambassadrice de la République islamique d'Afghanistan aux États-Unis (en). Elle est également la première femme à occuper le poste de représentante permanente de l'Afghanistan auprès des Nations unies (en).

## Biographie

### Jeunesse et formation
Le père de Adela Raz est tué par les talibans parce qu'il est perçu comme trop progressiste.
Elle est titulaire d'un BA avec spécialisation en relations internationales, sciences politiques et économie, de l'université Simmons (en) de Boston. Elle possède également une maîtrise en droit et diplomatie, de l'université Tufts,,. Elle est la première afghane à obtenir un visa H-1B (en).

### Carrière
Après ses études, Adela Raz travaille au sein de la Mission d'assistance des Nations unies en Afghanistan. En 2010, elle rejoint une organisation de développement international aux États-Unis. Elle défend l'égalité des sexes, l'éducation des femmes et les droits de l'homme. Elle travaille pour aider les femmes à développer un travail durable et à participer à la société.
En 2013, elle est nommée porte-parole adjointe et directrice de la communication du président (en) Hamid Karzai, elle est la première femme à occuper ces postes,,. Elle devient directrice de cabinet en novembre 2014 et est nommée vice-ministre des Affaires étrangères chargée de la coopération économique en mars 2016 à 30 ans,,. En mars 2018, elle fait partie d'une délégation de femmes afghanes en visite à Washington, où elle parle de la nécessité d'avoir plus de femmes dans la vie politique afghane et de la nécessité pour le reste du monde de les considérer comme des partenaires, et pas seulement comme des victimes ou des bénéficiaires d'aide.
Le 31 décembre 2018, le président Ashraf Ghani nomme Adela Raz représentante permanente de l'Afghanistan auprès des Nations unies, en remplacement de l'ambassadeur Mahmoud Saikal (en). Elle est la première femme à occuper ce poste,,,. En mars 2019, elle est choisie à l'unanimité comme vice-présidente de la conférence internationale de la société civile à l’appui du peuple palestinien.
Adela Raz est nommé ambassadrice de la République islamique d'Afghanistan aux États-Unis (en) le 26 juillet 2021,. Après la chute de Kaboul en 2021 qui renverse la République islamique et inaugure le retour des talibans, elle continue à occuper son poste malgré le fait que le précédent gouvernement afghan n'ait plus le contrôle du pays. Le 18 février 2022, Adela Raz démissionne de son poste d'ambassadrice.